# Randka w ciemność
Randka w ciemność – trzeci studyjny album zespołu Nocny Kochanek wydany 11 stycznia 2019 r. przez wydawnictwo Agora.
Album uzyskał status platynowej płyty. Nagrodzony Fryderykiem 2020 w kategorii «Album Roku Metal».
Grupa prezentuje kolejną porcję humoru w warstwie lirycznej, tym razem skupiając się głównie na relacjach damsko–męskich. Muzycznie, album inspirowany jest ikonami gatunku: Iron Maiden, Metallica, Blind Guardian czy Manowar. Autorem okładki jest Robert Adler – to jego czwarta okładka wykonana dla zespołu.
Nocny Kochanek to muzycznie klasyczny heavy metal inspirowany gigantami gatunku. Teksty zawierają specyficzny dla zespołu humor i zazwyczaj opierają się na faktach. Wykorzystując humor bazujący często na pastiszu, grach językowych i abstrakcji, Nocny Kochanek rysuje obraz polskiej subkultury metalowej, z ogromnym dystansem do samych siebie oraz do wizerunku kojarzonego zazwyczaj z klasycznym heavy metalem.

## Single

### Dr O. Ngal
Premiera utworu miała miejsce podczas koncertu zespołu w lutym 2018 roku w warszawskiej Progresji. Utwór znalazł się również na koncertowym wydawnictwie zespołu, wydanym we wrześniu 2018 roku – "Noc z Kochankiem". 

### Czarna czerń
Utwór utrzymany w konwencji cięższego grania, z wyraźnymi wpływami twórczości wczesnego Black Sabbath. Jest to pierwszy singiel z albumu Randka w ciemność, który doczekał się klipu. Teledysk do "Czarnej czerni" zrealizowało Mania Studio, podobnie jak teledysk do coveru Tenacious D "Tribjut". W "Czarnej czerni", poza muzykami zespołu Nocny Kochanek, pojawiają się nowe wcielenia Tomasza Karolaka, Szymona Majewskiego i Piotra Cyrwusa, którzy wcielili się w muzyków blackmetalowych. Nowe alter ego zyskali także członkowie Nocnego Kochanka, którzy jako fani grupy Czarna Czerń wybrali się na koncert swoich idoli. Ich ideały upadają, kiedy okazuje się, że za kulisami ich ulubieni muzycy, zamiast czcić Szatana,  oglądają polskie kabarety. Premiera klipu miała miejsce w warszawskim Studio U22 30 listopada 2018 r.

### Randka w ciemno
Klip został nakręcony w studiu nagraniowym Nebula Studio należącym do członków zespołu Tides From Nebula. Teledysk prezentuje członków zespołu w naturalnym dla muzyków środowisku i pokazuje widzom kulisy próby Nocnego Kochanka, gdzie oprócz grania, kapela żartuje, bawi się i rozmawia o miłości. Motywem przewodnim teledysku jest tytułowa randka, na którą umówił się basista grupy, Artur Pochwała.

## Lista utworów
1. „Randka w ciemno” – 3:43
2. „Dr O. Ngal” – 3:42
3. „Al dente” - 4:10
4. „Pijany mistrz” – 4:20
5. „Koń na białym rycerzu” – 3:53
6. „Tirowiec” – 5:05
7. „Andrzela” – 5:58
8. „Czarna czerń” – 3:25
9. „Wódżitsu” – 4:00
10. „Siłacze” – 2:04
11. „Mistrz przerósł ucznia” – 4:32

## Wykonawcy
- Krzysztof Sokołowski – śpiew
- Arkadiusz Majstrak – gitara
- Robert Kazanowski – gitara
- Artur Pochwała – gitara basowa
- Artur Żurek – perkusja